# Marcus Aureliusbågen

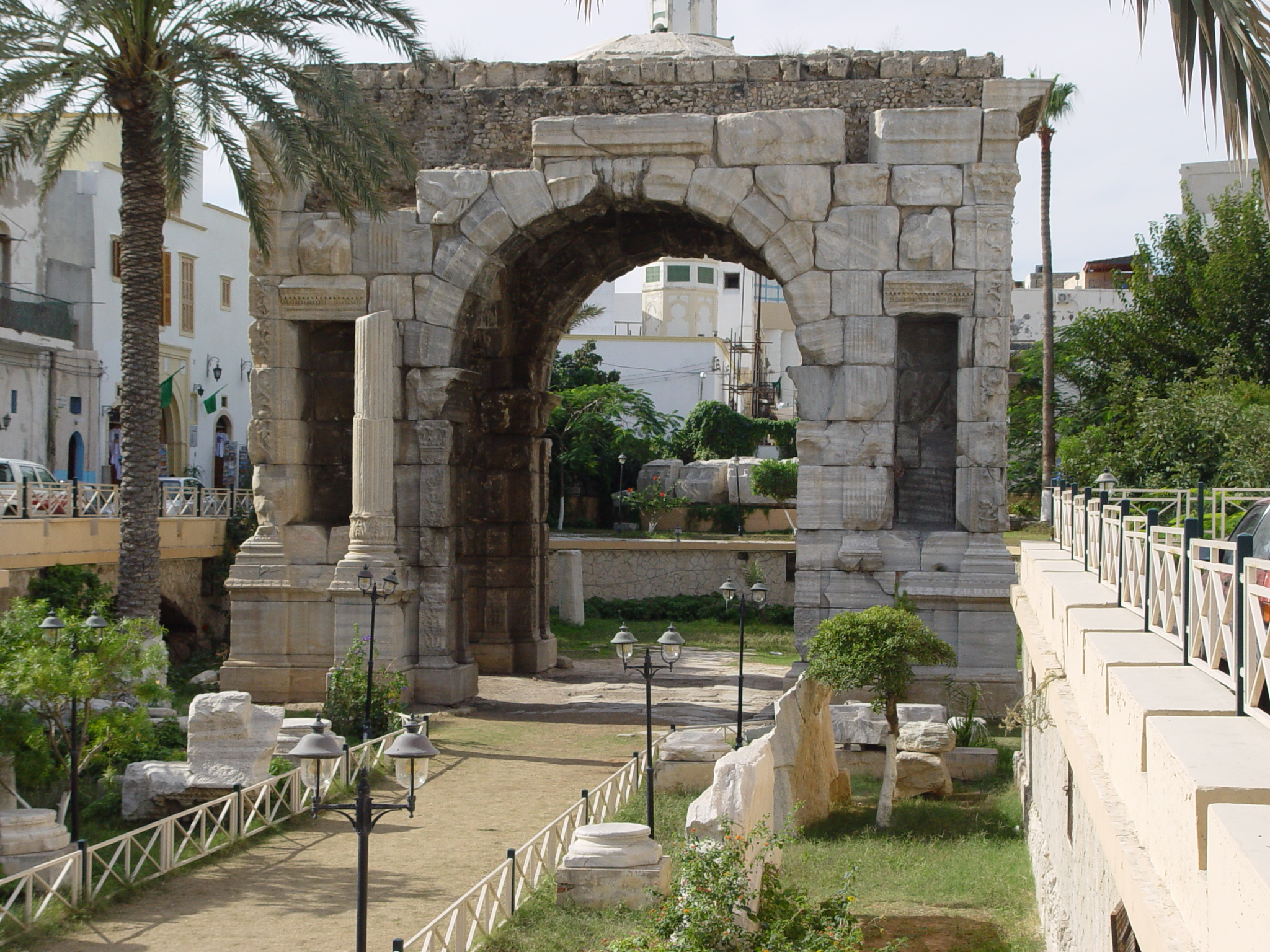
Marcus Aureliusbågen i Tripoli

Marcus Aureliusbågen är en triumfbåge i Tripoli, forntidens Oea.
Monumentet restes på befallning av Oeas duumvir Gaius Calpurnius Celsus omkring år 165 för att hedra kejsar Marcus Aurelius och Lucius Verus - Marcus Aurelius adoptivbror och medkejsare - efter den senares segrar i det pågående kriget mot Partherriket. 
Dateringen av triumfbågen anses någorlunda säker. Dedikationstexten omtalar Lucius Verus med titeln "Armenicus" - ett tillnamn som L. V. hedrades med och antog redan 163, och Marcus Aurelius år 164. År 166 ges vidare Lucius Verus tillnamnet "Medicus" vilket inte finns upptaget i texten. Sammantaget leder detta till att triumfbågen måste ha tillägnats kejsarparet någon gång före år 166.

## Utformning

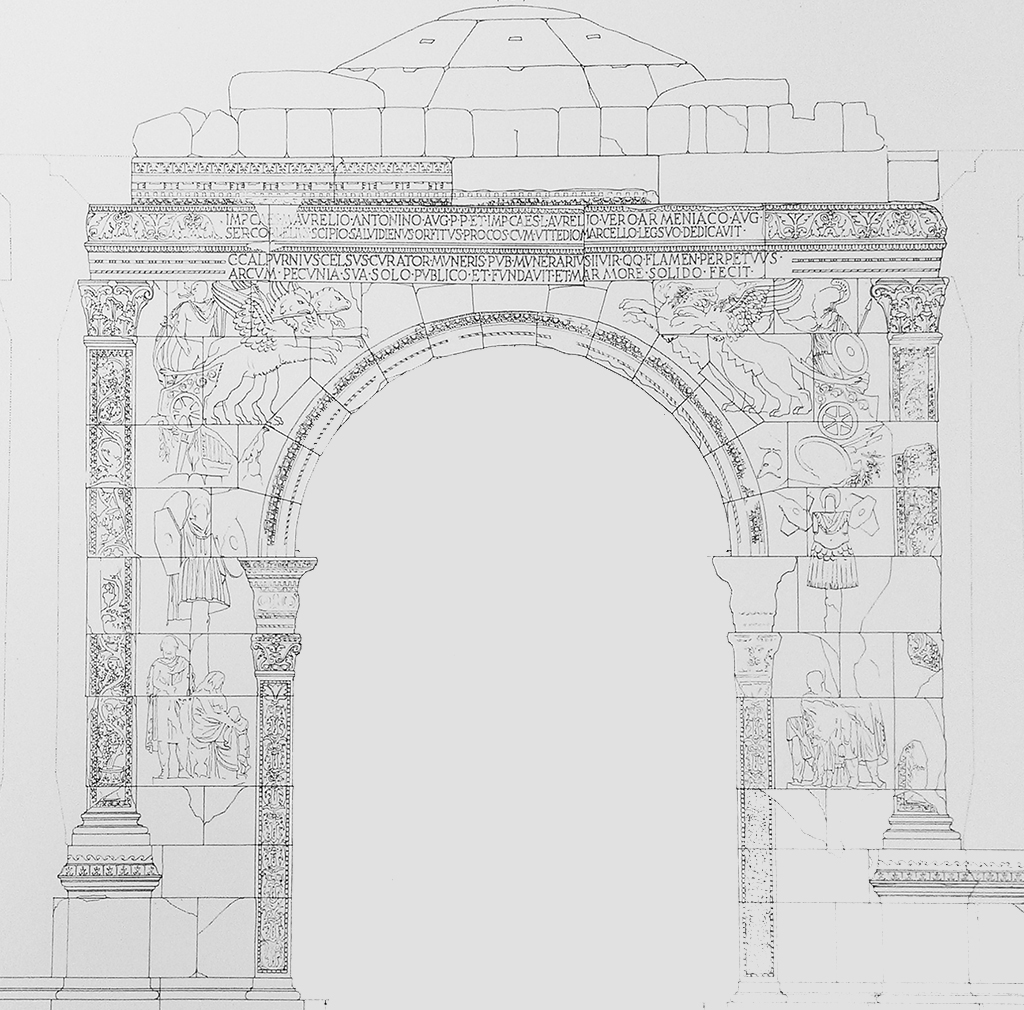
Arkeologisk skiss över Marcus Aurelius triumfbåge i Tripoli

Konstruktionen består, som dedikationstexten antyder till största delen av marmor och själva marmorsorten härstammar sannolikt från den grekiska ön Naxos - så kalla Naxosmarmor. I byggnadens fundament och stomme finner man också sandsten och betong som byggmaterial. Dess arkitektoniska form utgörs av en tetrapylon (på latin benämnd "quadrifrons" vilket bokstavligen betyder "fyra fronter"). Som sådan närmar sig Marcus Aureliusbågen en kubisk form, dock i utan att bli helt symmetrisk.
Var och en av de fyra sidornas monumentala fasader är prydda med ett valv genom vilka besökaren kunde stiga in i och igenom triumfbågen. Av dessa fyra sidor dominerar den västra och östra fasaden byggnaden. Konstruktionens bas mäter här omkring 14 meter. Själva valven är omkring 5.8 meter breda, och valvbågen har en radie på 2.7 meter samt ett djup på 2.9 meter. Den besökaren som närmade sig bågen ifrån dessa väderstreck möttes ursprungligen först av ett par korintiska kolonner vilka bar upp delar av det massiva entablementet. Idag återstår endast en avbruten kolonn i upprätt position. De båda huvudfasaderna var vidare prydda med nischer, en vardera sida valvet på vardera fasad. Där stod ursprungligen statyer uppställda. Av dessa har man återfunnit ett exemplar, sannolikt föreställandes Lucius Verus, under de utgrävningar som genomfördes på trettiotalet. Sannolikt har här också gått att se avbildningar av Marcus Aurelius. Ovanför nischerna finns vidare porträtt i relief vilkas motiv idag är oidentifierbara.
Nord- och sydfasaderna är i sin tur något mindre. Deras bas mäter knappa 10.5 meter och valvet är knappt fem meter brett. Valvbågarna håller en mindre radie om dryga 2.4 meter och deras djup är omkring 1.9 meter. I kontrast till sina västliga och östliga motsvarigheter har nord- och sydfasaderna prytts med vackra och fängslande bildframställningar i relief. Överst till vänster om valvbågen kan betraktaren se vad som sannolikt är Apollon i en vagn dragen av gripar. På motstående högersida ses gudinnan Minerva i en vagn dragen av sfinxar. Dessa två gudar var stadens skyddsgudar. Inflikas kan göras att en alternativ tolkning av dessa bilder har lagts fram. Enligt denna skulle relieferna istället skulle kunna vara tänkta att avbilda avbilda Lucius Verus och gudinnan Roma. Särskilt det senare skulle i så fall kunna styrkas av att gestaltningen av sfinxernas många bröst starkt påminner om den traditionella avbildningen av kapitolinska varginnan. Under dessa vagnsekipage, på vardera sida valvet, möts betraktaren av två romerska segertroféer. Dessa består av kyrasser omgärdade av sköldar från besegrade stammar. Vid troféernas fot ses familjescener med besegrade barbarer i sorg. 
Av det massiva entablementet, vars överkant befinner sig omkring 10 meter ovanför byggnadens bas, återstår idag endast enstaka fragment. Ursprungligen har det likt resten av triumfbågen varit rikt och vackert dekorerat främst med växtornamentik. Över den norra fasaden återstår emellertid den dedikationsinskription vilken ursprungligen stått att läsa ovanför triumfbågens samtliga fyra valv. 
Utöver dessa detaljer är Marcus Aureliusbågens mest utmärkande drag den oktagonala kupol, med knappa 6 meter i diameter, vilken möter den besökare som stiger in i monumentet. Även denna välvning är prydd med vacker växtornamentik och bladmönster.  
Slutligen tycks hela konstruktionen ursprungligen varit försedd med en högre överbyggnad av vilken inget spår återstår idag. En grov uppskattning av denna kan man få genom att studera äldre avbildningar, men ingen egentlig vägledning finns till hur byggnaden har sett ut i sin helhet vid tiden för färdigställandet.

## Inskriptionen
Endast på triumfbågens norra gavel har dedikationen överlevt i sin helhet. På övriga tre sidor är texten påtagligt fragmentarisk.

### Tillägnan
| ” | IMP . CAES . M . AVRELIO . AVG . P . P . IMP . CAES . L . AVRELIO . VERO . ARMENIACO . AVG . SER . CORNELIVS . SCIPIO . SALVIDIENVS . ORFIT . PROCOS . CVM . VTTEDIO . MARCELLO . LEG . SVO . DEDICAVIT . C . CALPVRNIUS . CELSVS . CVRATOR . MVNERIS . PVB . MVNERARIVS . IIVIR . QQ . FLAMEN . PERPETVVS . ARCVM . PECVNIA . SVA . SOLO . PVBLICO . ET . FVNDAVIT . ET . MARMORE . SOLIDO . FECIT | „ |

### Den latinska texten utläst
| ” | Imperatori Caesari Marco Aurelio Antonino Augusto Patri Patriae et Imperatori Caesari Lucio Vero Armeniaco Augusto Servius Cornelius Scipio Salvidienus Orfitus prokonsul cum Uttedio Marcello legato suo dedicauit Caius Calpurnius Celsus curator muneris publici munerarius IIvir quinquennalis flamen perpetuus arcum pecunia sua solo publico et fundauit et marmore solido fecit | „ |

### Översättning
| ” | Till kejsar Caesar Marcus Aurelius Antoninus Augustus, pater patriae (landsfadern), och kejsar Caesar Lucius Aurelius Verus Ameniacus (segrare i Armenien) Augustus Servius Cornelius Scipio Salvidienus Orfitus, prokonsul, och (med) Uttedius Marcellus, hans legat, dedikerade denna, Caius Calpurnius Celsus, offentlig kurator och givare av offentliga skådespel, duumvir quinquennalis (per femte år), flamen perpetuus (präst), Reste bågen med egna medel på allmän plats och lät utföra den i solid marmor. | „ |

## Marcus Aureliusbågens historia
Marcus Aureliusbågens förfall tycks ha fått ta vid relativt tidigt. Den romerska provinsen Africa (tidigare Tripolitanien) (i vilken staden Oea var huvudstad) förlorades till Vandalerna år 435. Därefter kom monumentet sannolikt att bli av sekundär betydelse för den lokala administrationen. Genom århundradena har området sedan haft en mängd olika kulturer och härskare varpå just det romerska arvet allt mer kommit att hamna i skymundan. År 1289 berättar den marockanske pilgrimen och reseskildraren Muhammed al-Abdari al-Hihi om byggnadens prekära tillstånd. Genom årtiondena har triumfbågen bevisligen dessutom delvis legat begravd under jord, ett tillstånd varifrån den frilades först under nittonhundratalets utgrävningar. I avbildningar från tidigt 1800-tal ses bågen tydligt nedsänkt i marken. Ännu på 1560-talet förefaller det emellertid som om monumentets nu förlorade överbyggnad fortfarande har varit på plats. På artonhundratalets avbildningar är den uppenbarligen borta.  
Dagens Marcus Aureliusbåge är medfaren. Majoriteten av den ursprungliga utsmyckningen, statyerna och relieferna är förlorade eller kraftig nötta. Också de mer noterbara delarna av entablementet och andra arkitektoniska detaljer på fasaderna har gått förlorade. Samma öde har drabbat tre av de ursprungligen fyra kolonner som stått framför västra respektive östra valven. Att triumfbågen finns alls kvar kan delvis tillskrivas det faktum att den genom historien tjänstgjort både som kyrka och som moské. Vissa restaureringsarbeten utfördes under de utgrävningar som genomfördes i italiensk regi under 1920 och 1930-talen. Delar som uppenbarligen hört till triumfbågen eller byggnader i dess närhet kan idag beskådas på marken runt omkring monumentet.
Marcus Aureliusbågen finns avbildad på en samling italienska frimärken från år 1933.

## Bilder genom historien

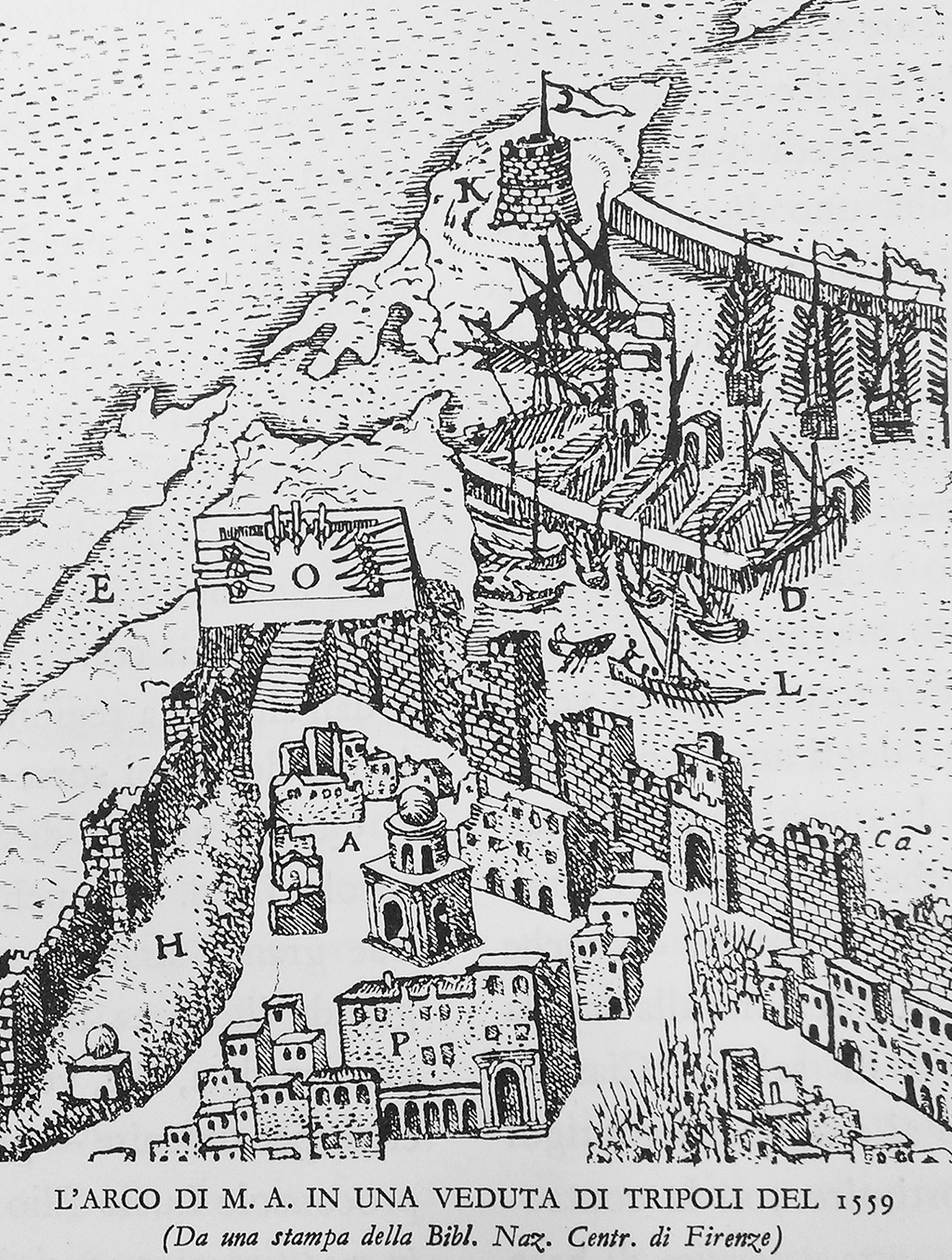
Marcus Aureliusbågen på en karta från 1559 på vilken man ser den idag saknade överbyggnaden.
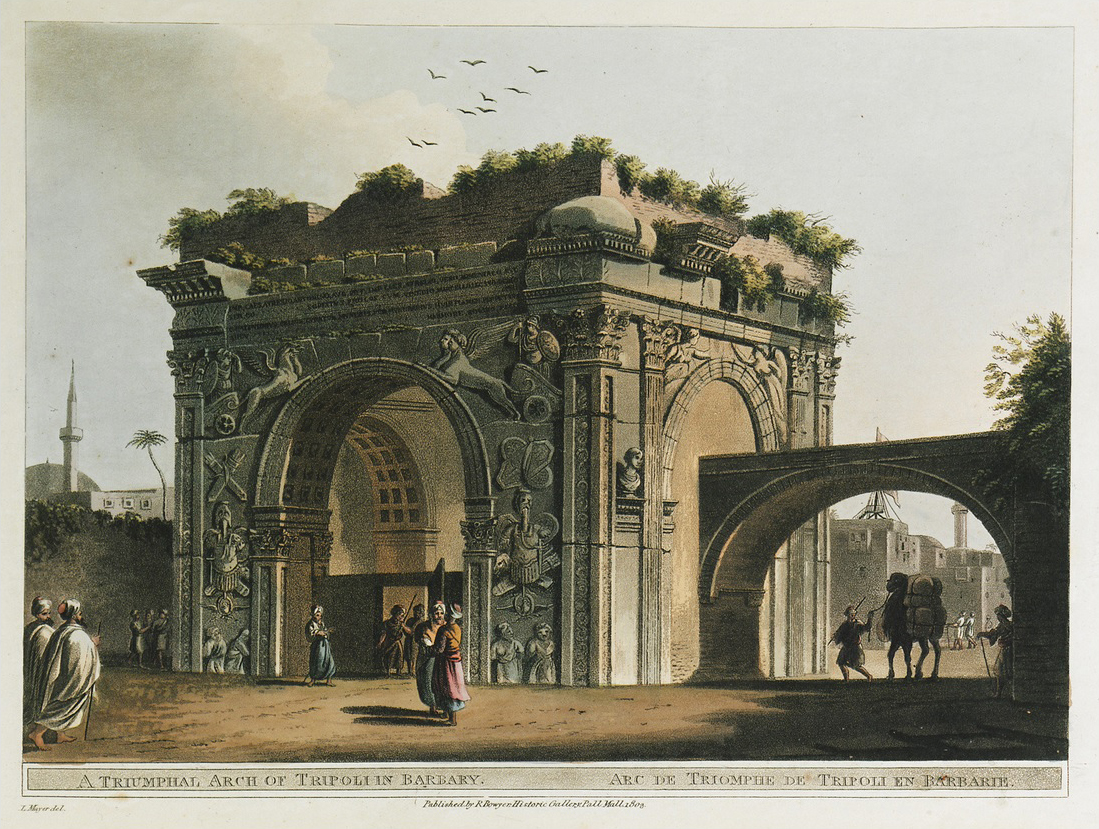
Marcus Aureliusbågen 1803, delvis begravd i jord.
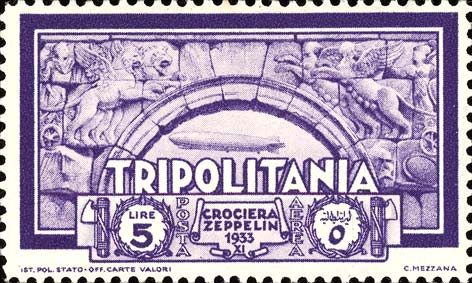
Italienskt frimärke med delar av Marcus Aureliusbågen från 1933